# Cenerentola (album)
Cenerentola è il terzo album in studio del cantautore italiano Enrico Nigiotti, pubblicato il 15 settembre 2018.

## Descrizione
Anticipato dai singoli Nel silenzio di mille parole e Complici, l'album viene anche ristampato il 15 febbraio 2019 con il titolo di Cenerentola e altre storie... (in occasione della partecipazione del cantautore al Festival di Sanremo 2019). Tale versione include anche gli inediti Nonno Hollywood, brano sanremese, e La ragazza che raccoglieva il vento.

## Tracce
Testi e musiche di Enrico Nigiotti, eccetto dove indicato.
Cenerentola
1. Complici (feat. Gianna Nannini) – 3:23 (Enrico Nigiotti, Gianna Nannini)
2. Bomba dopo bomba – 2:52
3. Campari Soda – 3:07
4. Buona notte – 3:05
5. Un altro giorno – 2:37
6. E sarà – 2:48
7. Chiedo scusa – 2:56
8. L'amore è – 3:44
9. Lettera da uno zio antipatico – 3:19
10. Tuo per sempre – 3:08
11. Nel silenzio di mille parole – 3:08
12. Devo prendere il sole – 2:46

Cenerentola e altre storie...
1. Nonno Hollywood – 3:47
2. Complici (feat. Gianna Nannini) – 3:23 (Enrico Nigiotti, Gianna Nannini)
3. Bomba dopo bomba – 2:52
4. Campari Soda – 3:07
5. Buona notte – 3:05
6. Un altro giorno – 2:37
7. E sarà – 2:48
8. Chiedo scusa – 2:56
9. L'amore è – 3:44
10. Lettera da uno zio antipatico – 3:19
11. Tuo per sempre – 3:08
12. Nel silenzio di mille parole – 3:08
13. Devo prendere il sole – 2:46
14. La ragazza che raccoglieva il vento – 3:10